# Orvieto
Orvieto ist eine Stadt mit 19.319 Einwohnern (Stand 31. Dezember 2023) im Südwesten Umbriens in der Provinz Terni in Italien.

## Geografie
Die gesamte Altstadt ist auf einem Felsplateau aus Tuffgestein errichtet. Dieser Stadtfelsen ist von einem Labyrinth von Kellern, Gängen und riesigen Zisternen durchzogen, von dem ein kleiner Teil wieder für die Besichtigung erschlossen wurde (siehe: Tuffsteingrotten von Orvieto). Zahlreiche in Straßenzeilen angeordnete etruskische Gräber finden sich direkt unterhalb des Stadtfelsens, und auf den Hängen gegenüber der Stadt gab es Grabstätten mit Ausmalung.

## Geschichte
Es wird vermutet, dass Orvieto (Urbs Vetus „alte Stadt“) der mittelalterliche Name und Standort der etruskischen Stadt Velzna (römisch Volsinii) ist, einer der zwölf Bundeshauptstädte des etruskischen Reiches. Dies ist jedoch nicht gesichert.
Velzna wurde nach einem Sklavenaufstand 264 v. Chr. durch Marcus Fulvius Flaccus erobert. Die Römer zwangen die Überlebenden, sich in einer weniger zu befestigenden Lage in Volsinii Novi am Bolsenasee anzusiedeln, dem heutigen Bolsena.
1261 bis 1265 lehrte der bedeutendste Philosoph und Theologe des Mittelalters, Thomas von Aquin, als Konventslektor des Dominikanerkonvents in Orvieto.
Orvieto war zeitweise Residenz der Päpste des Mittelalters. Clemens VII. musste 1527 hierher fliehen, nachdem Rom im Sacco di Roma geplündert worden war.
Im Zweiten Weltkrieg befand sich bei Orvieto ein Militärflugplatz (⊙) (Orvieto-Castel Viscardo), auf dem der Ingenieur Pier Luigi Nervi einen für die damalige Zeit außergewöhnlichen Hangar baute, der jedoch im Krieg zerstört wurde.
Orvieto selbst wurde im Zweiten Weltkrieg nicht zerstört, da der deutsche Luftwaffen-Offizier Alfred Lersen als Stadtkommandant Orvieto den am 14. Juni 1944 eintreffenden Alliierten unter dem britischen Major Richard Heseltine als offene Stadt übergab.

## Sehenswürdigkeiten
Zu den Sehenswürdigkeiten zählen zahlreiche Palazzi aus dem Mittelalter und der Renaissance, z. B. der Palazzo del Capitano an der Piazza del Popolo, heute ein Kongresszentrum, sowie die Standseilbahn Orvieto. In der umliegenden Hügellandschaft Orvietos liegt der Skulpturengarten La Serpara.

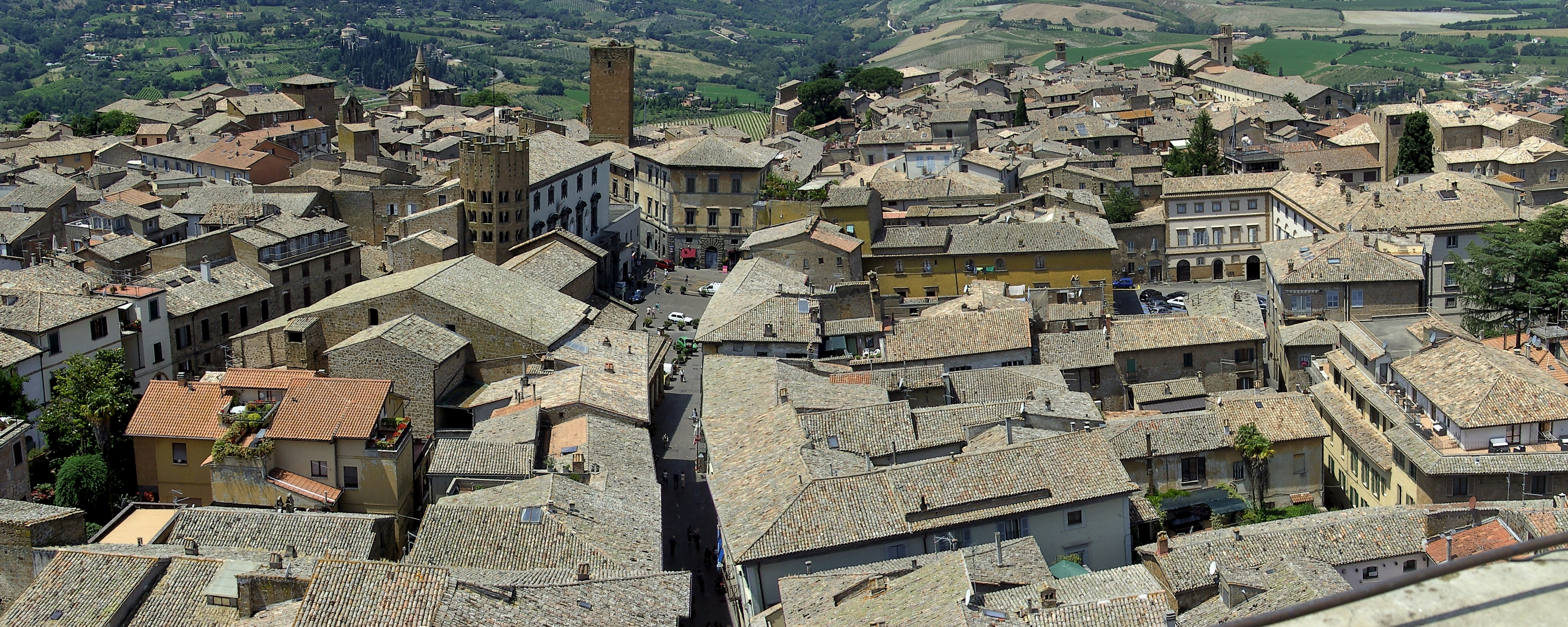
Blick auf Orvieto
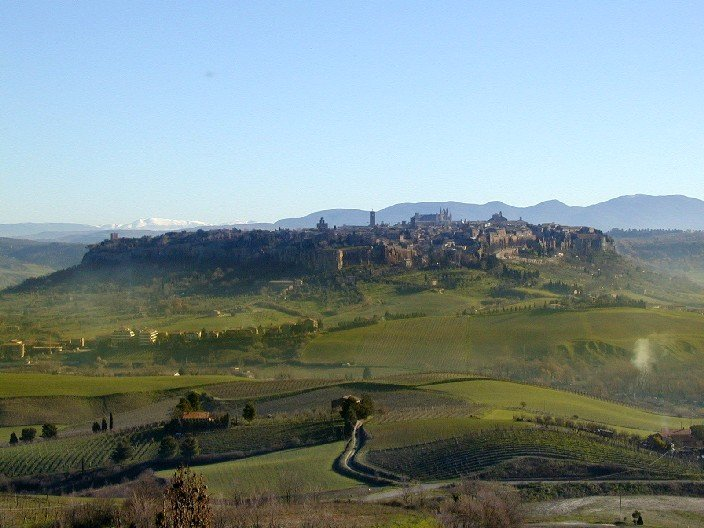
Der mächtige Stadtfelsen von Orvieto
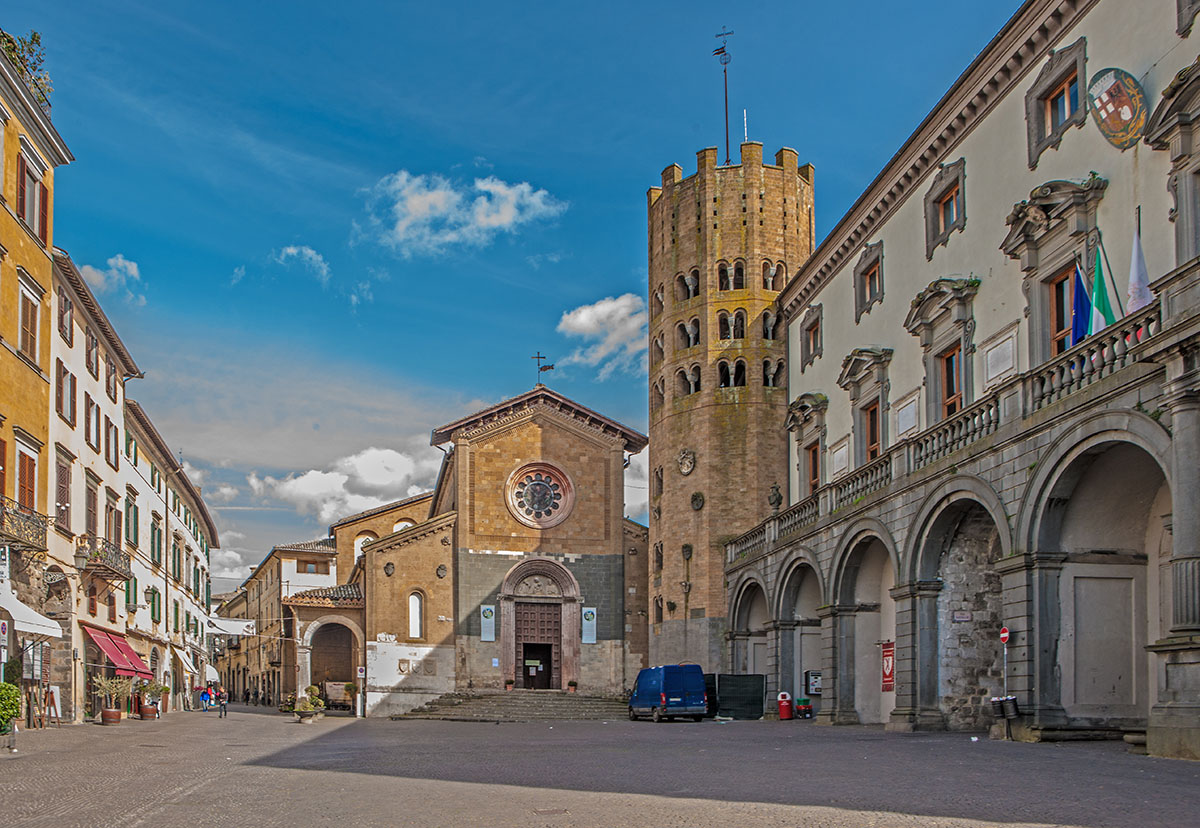
Piazza Repubblica (Altstadt)
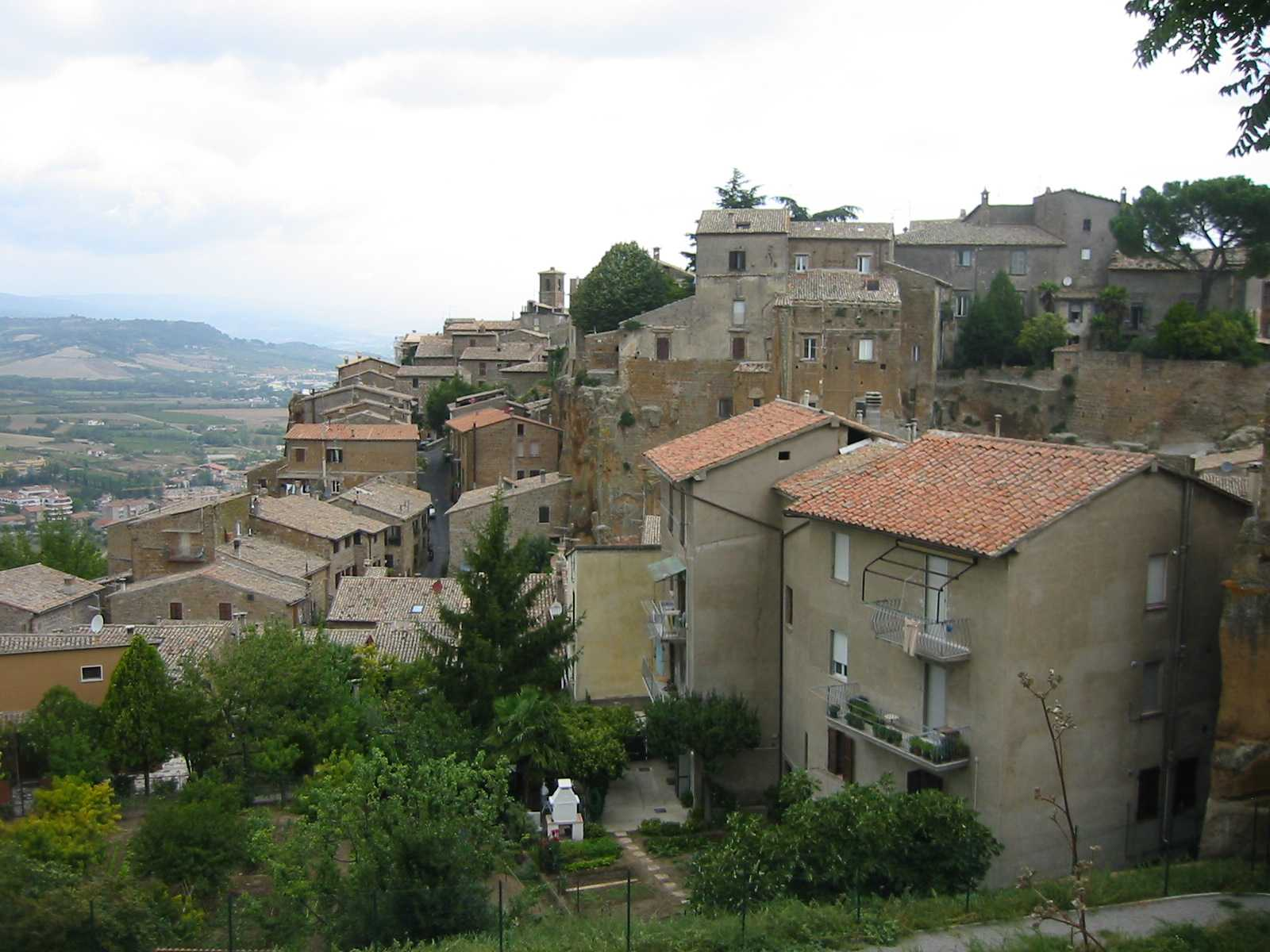
Stadtbild
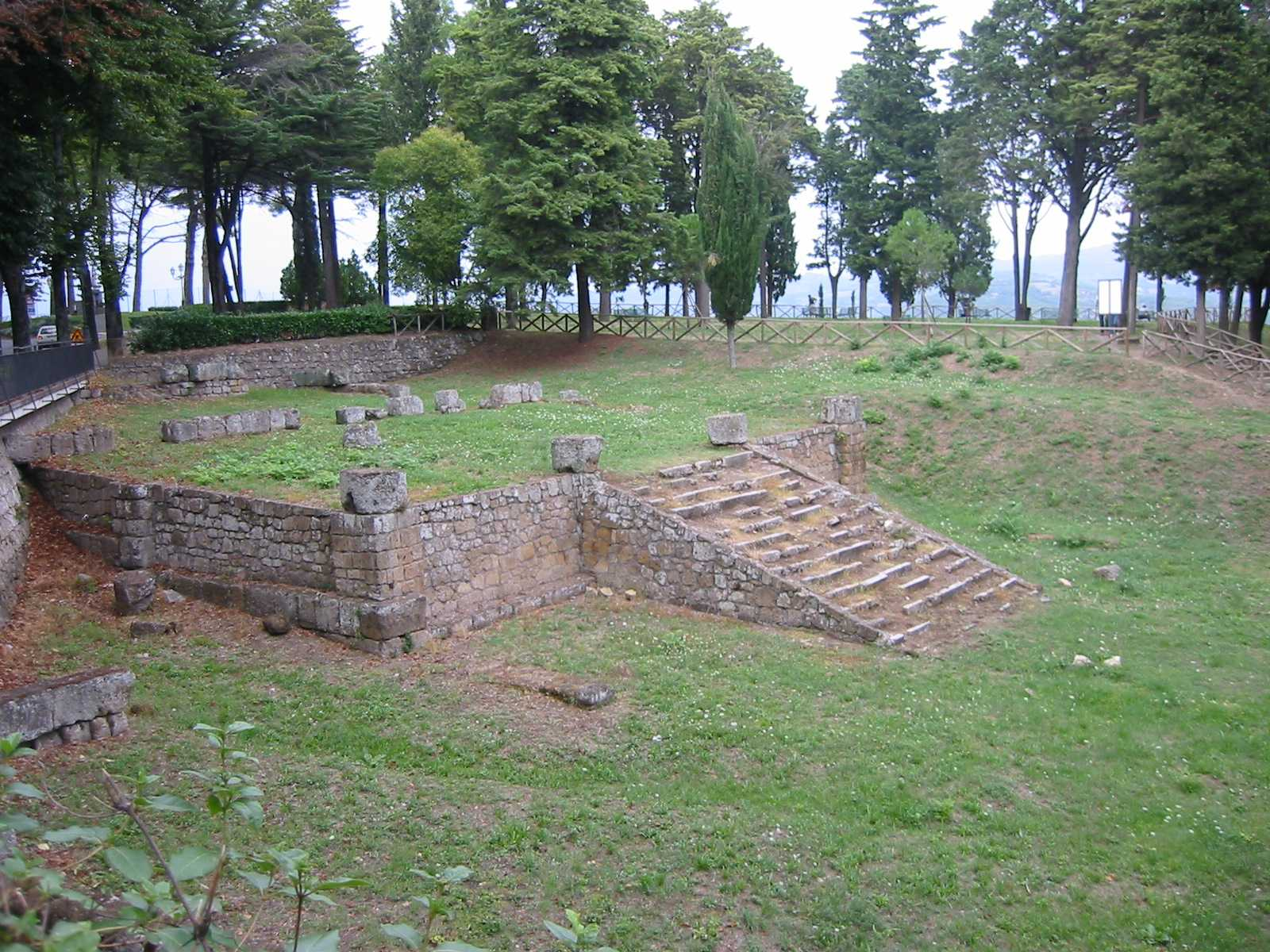
Tempio Etrusco del Belvedere
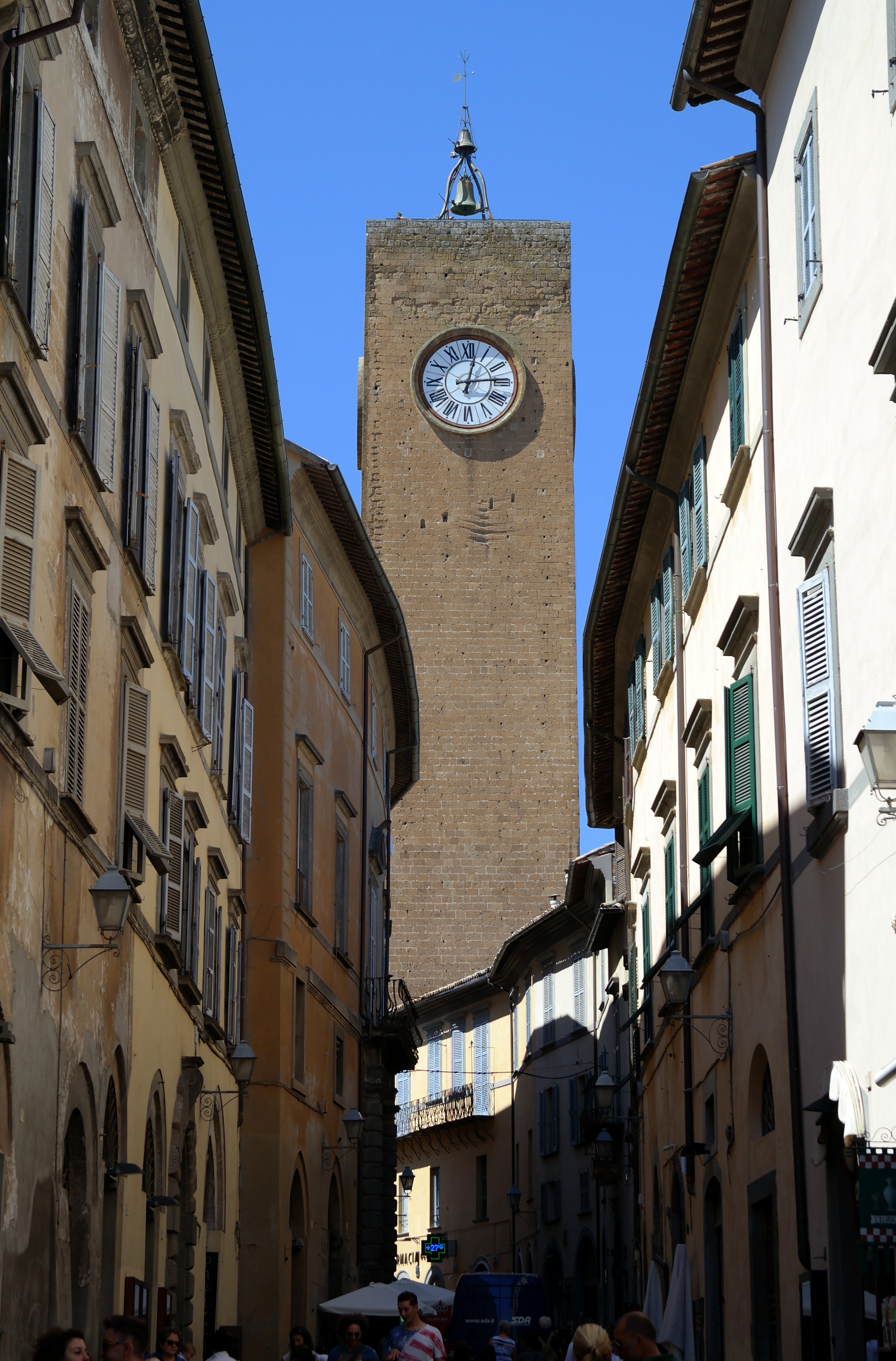
Torre del Moro

### Kirchen

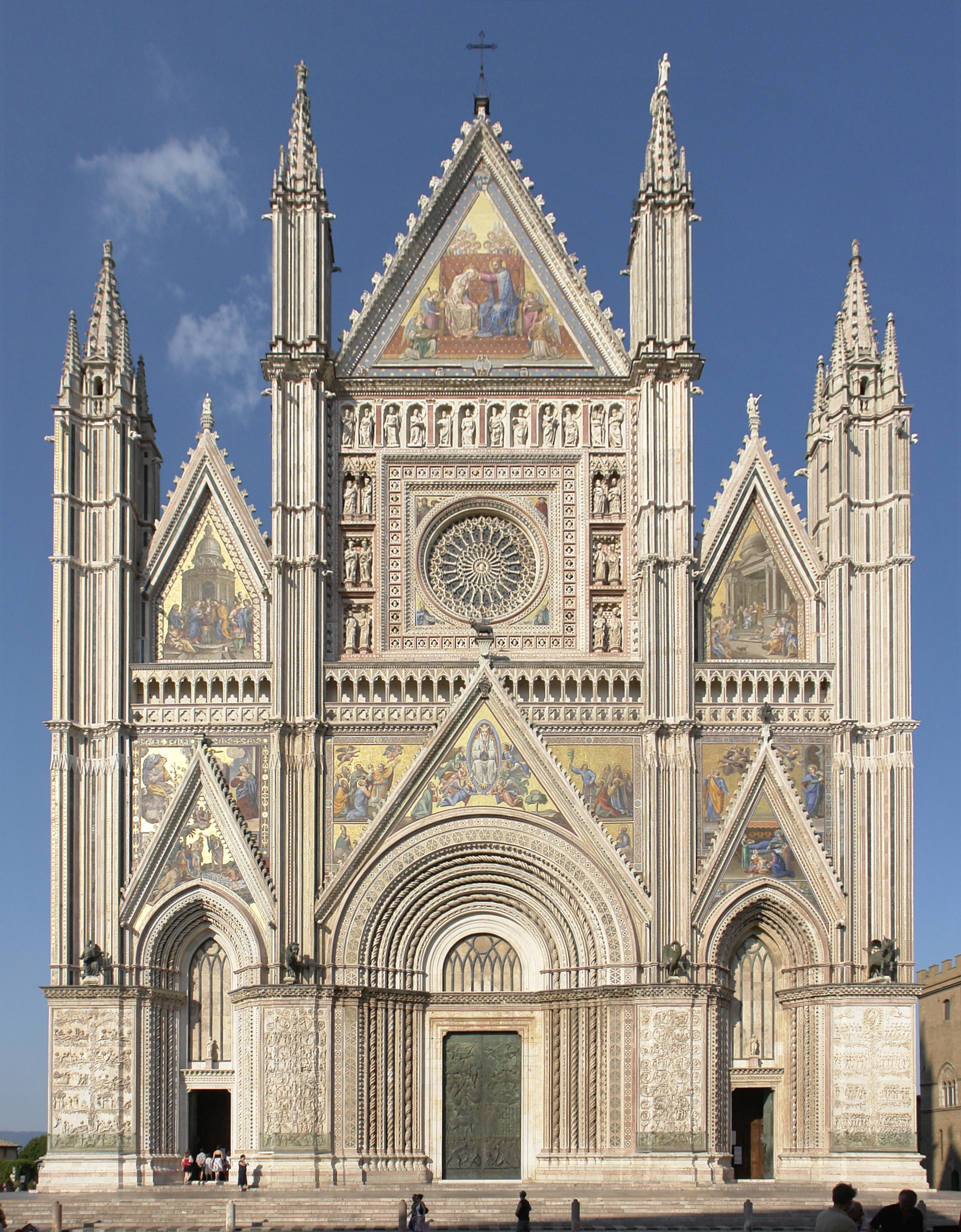
Fassade des Domes

- Der Dom von Orvieto ist die Kathedrale des Bistums Orvieto-Todi.
- Chiesa di San Giovenale (1004)
- Chiesa di Sant’Andrea, errichtet über den Ruinen eines heidnischen Tempels und einer frühchristlichen Kirche
- Chiesa di San Domenico mit dem Mausoleum des Kardinals Guillaume de Bray(e) von Arnolfo di Cambio
- Chiesa di San Ludovico
- Chiesa di San Francesco, XIII. Jahrhundert
- Abbazia di San Severo e Martirio, romanisches Kloster

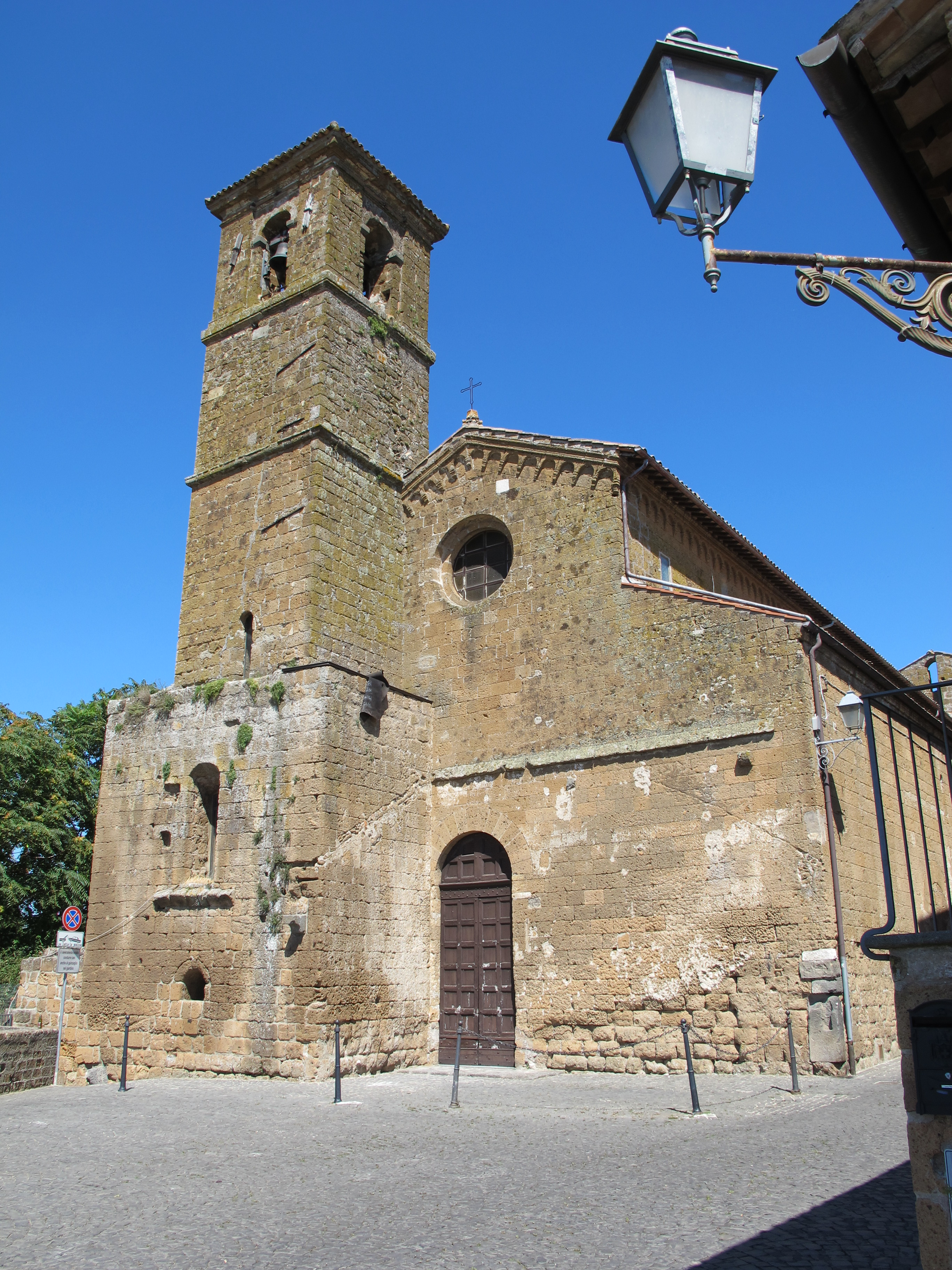
San Giovenale
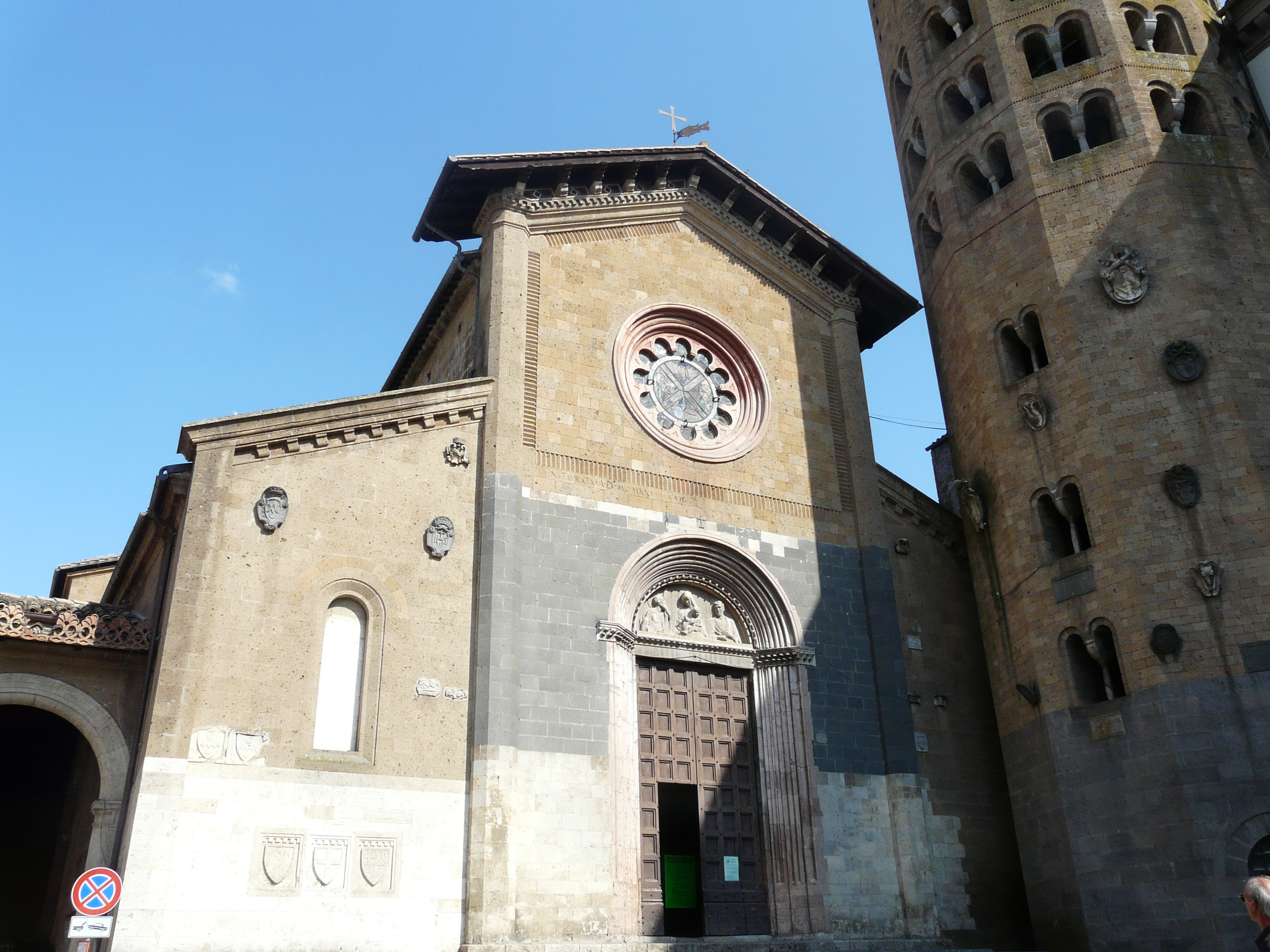
Sant’Andrea
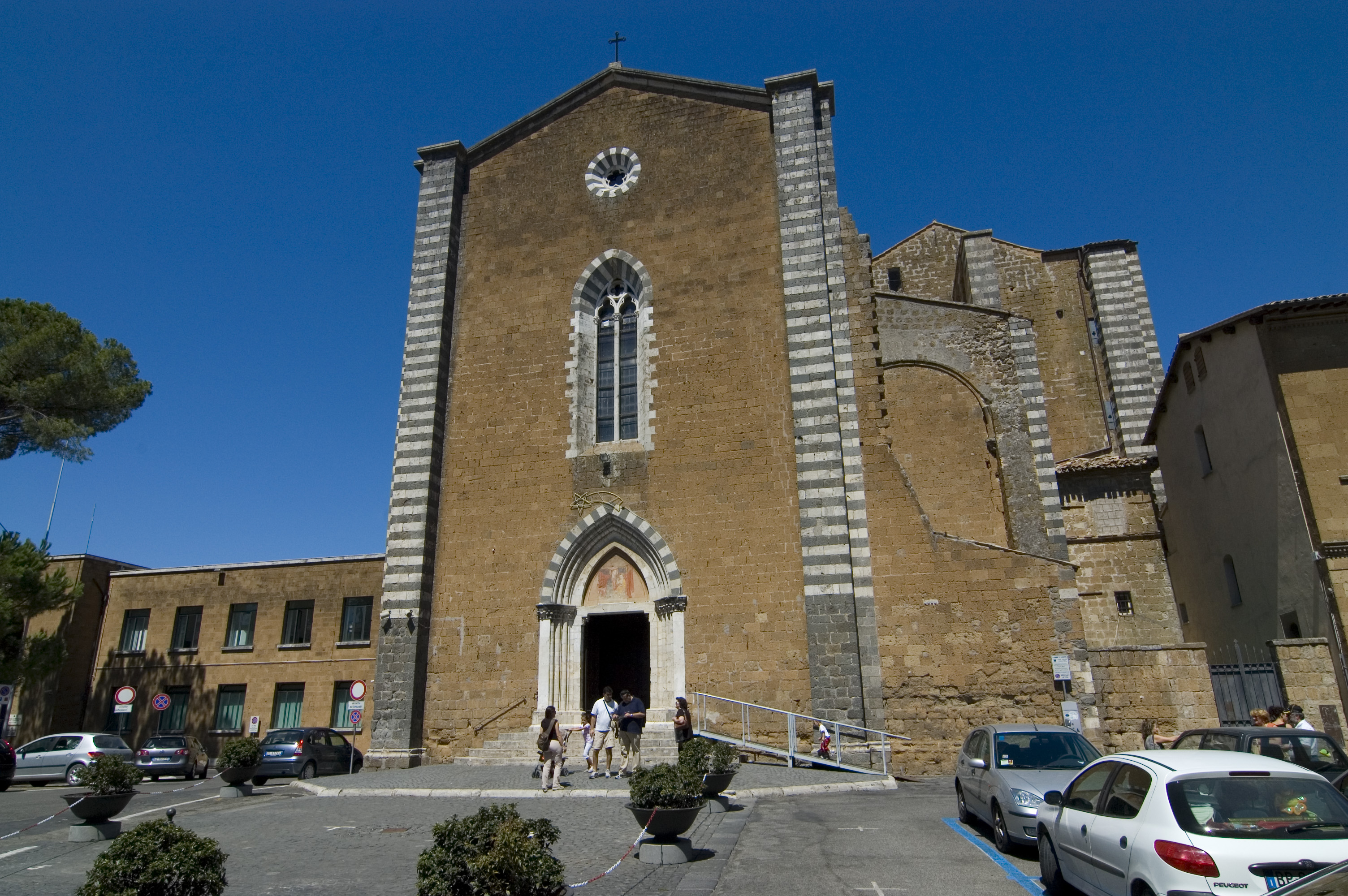
San Domenico
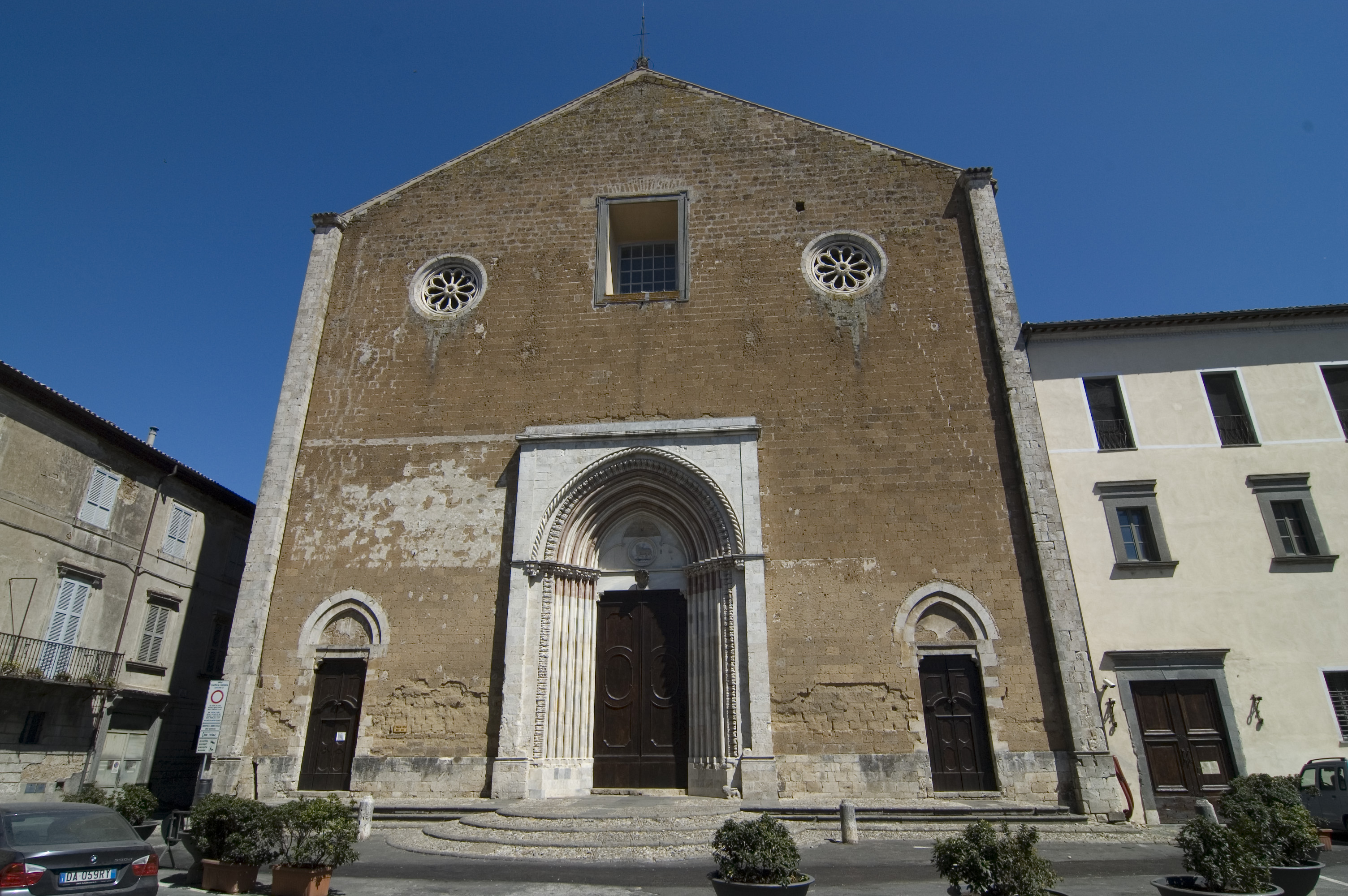
San Francesco

### Pozzo di San Patrizio

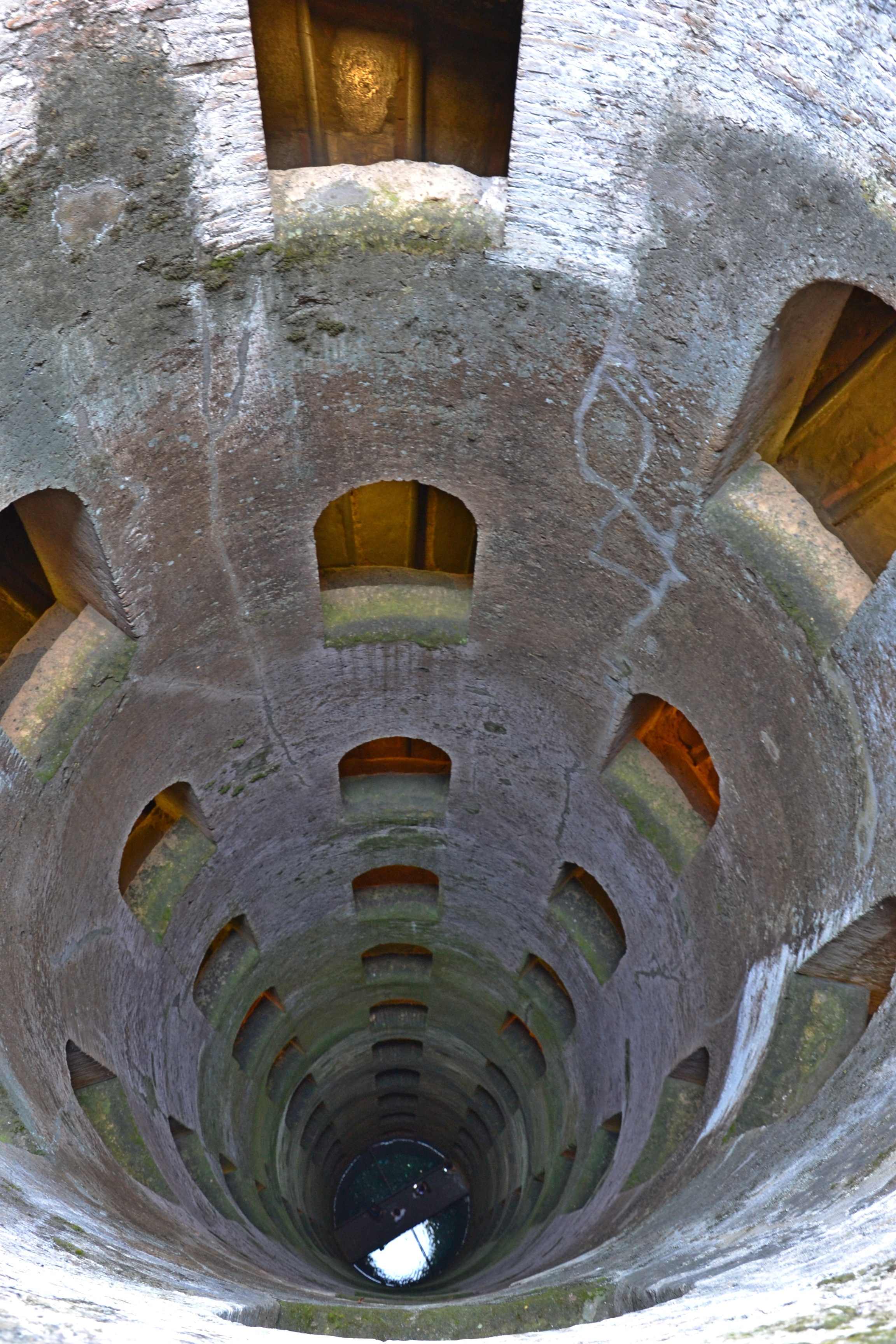
Pozzo di San Patrizio: Ansicht des Brunnens während des Abstiegs

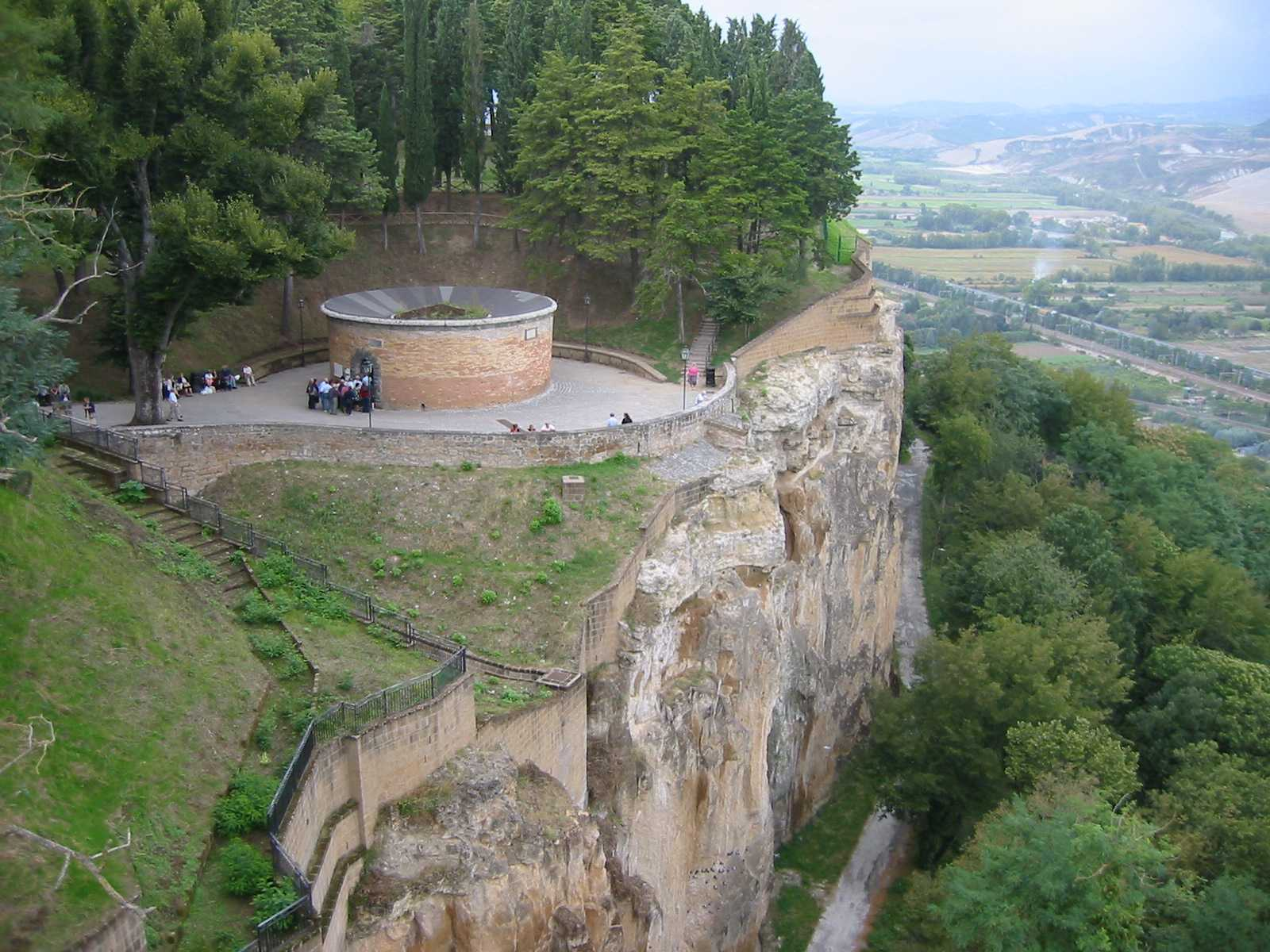
Blick vom Kastell hinab auf den Einstieg in den Pozzo di San Patrizio

Eine weitere Sehenswürdigkeit ist der von Antonio da Sangallo d. J. von 1527 bis 1537 gebaute Brunnen Pozzo di San Patrizio (Tiefe 58,5 m, Durchmesser 4,7 m).
Papst Clemens VII. war wegen der Belagerung Roms durch die Truppen Karls V. nach Orvieto geflüchtet und wollte sich hier vor den Konsequenzen einer weiteren Belagerung schützen, indem er die Versorgung der Stadt mit Wasser sicherstellen wollte.
Sangallo entwarf einen raffinierten Plan: Die Wege vom und zum Brunnen bestehen aus zwei ineinander gedrehten Wendeltreppen. Durch diese Form einer Doppelhelix kreuzen sich die Wege nie, sodass die Esel mit ihren Wasserlasten, ohne sich zu begegnen, hinab- und wieder hinaufsteigen konnten.
Schon kurz nach seiner Fertigstellung 1537 ist dieser Brunnen als besonderes Bauwerk gewertet und von zahlreichen Architekten besucht worden.
Der Name des Bauwerks geht zurück auf eine Legende, wonach Christus dem Hl. Patrick eine Höhle oder Grube gezeigt haben soll, die einen Zugang zum Fegefeuer bietet und somit Zweifler von der Existenz der Höllenqualen überzeugen konnte.

## Tourismus
Orvieto lebt vom Tourismus. Die Stadt ist Mitglied der Cittàslow, einer 1999 in Italien gegründeten Bewegung zur Entschleunigung und Erhöhung der Lebensqualität in Städten durch Umweltpolitik, Infrastrukturpolitik, urbane Qualität, Aufwertung der autochthonen Erzeugnisse, Gastfreundschaft, Bewusstsein und landschaftliche Qualität.

## Weinbau
Bekannt ist Orvieto auch als Namensgeber des umgebenden Weinbaugebiets mit dem Status einer Denominazione di origine controllata, kurz DOC, bekannt für den weißen Orvieto, der in den Geschmacksrichtungen trocken und lieblich angeboten wird. Insgesamt 1480 Winzer bearbeiten 2.853 ha zugelassener Rebfläche im Umland der Gemeinde Orvieto.

## Söhne und Töchter der Stadt
- Stefano Fabri (≈1560–1609), Komponist und Kapellmeister
- Francesco Ravizza (1615–1675), Nuntius in Portugal
- Francesco Maria Pandolfi Alberici (1764–1835), Kardinal
- Enrico Orfei (1800–1871), Erzbischof von Ravenna und Kardinal
- Luigi Mancinelli (1848–1921), Dirigent und Komponist
- Lamberto Baldi (1895–1979), Dirigent und Komponist
- Mario Frustalupi (1942–1990), Fußballspieler
- Stefano Tilli (* 1962), Leichtathlet
- Andrea Stella (* 1971), Motorsporttechniker